# 2014年ウィンブルドン選手権
2014年 ウィンブルドン選手権（2014ねんウィンブルドンせんしゅけん、The Championships, Wimbledon 2014）は、イギリス・ロンドン郊外にある「オールイングランド・ローンテニス・アンド・クローケー・クラブ」にて、2014年6月23日から7月6日にかけて開催された。

## シニア

### 男子シングルス
ノバク・ジョコビッチ def.  ロジャー・フェデラー, 6–7(7), 6–4, 7–6(4), 5–7, 6–4
- ジョコビッチは2年ぶり2度目のウィンブルドン優勝。4大大会7度目の優勝であり、キャリア通算で45度目のシングルス優勝となった[1]。

### 女子シングルス
ペトラ・クビトバ def.  ウージニー・ブシャール, 6–3, 6–0
- クビトバは2年ぶり2度目の優勝であり、キャリア通算で12度目のシングルス優勝となった[2]。

### 男子ダブルス
バセク・ポシュピシル /  ジャック・ソック def.  ボブ・ブライアン /  マイク・ブライアン, 7–6(5), 6–7(3), 6–4, 3–6, 7–5
- ポシュピシルとソックは初優勝である[3]。

### 女子ダブルス
サラ・エラニ /  ロベルタ・ビンチ def.  ティメア・バボシュ /  クリスティナ・マダナビッチ, 6–1, 6–3
- エラニとビンチは初優勝である。この優勝により史上5組目のキャリアグランドスラムを達成した[4]。

### 混合ダブルス
サマンサ・ストーサー /  ネナド・ジモニッチ def.  詹皓晴 /  マックス・ミルヌイ, 6-4, 6-2